# Maják Kikut
Maják Kikut (polsky Latarnia Morska Kikut, anglicky Kikut Lighthouse) stojí v Polsku na pobřeží Baltského moře v Pomořanském zálivu nedaleko obce Wisełka okres Kamień Západopomořanské vojvodství ve Wolinském národním parku.
Nachází se na ostrově Wolin na kopci Kikut (73 m n. m.) mezi majáky Świnoujście (asi 28 km západně) a Niechorze (30 km východně).

## Historie
Původní kamenná věž byla postavena v roce 1826 a sloužila jako strážní a vyhlídková věž. S nárůstem lodní dopravy v přístavech Štětín-Svinoústí bylo rozhodnuto o postavení majáku pro bezpečnější navádění lodí. Projekt přestavby věže byl realizován v Námořní stavební projekční kanceláři (Biuro Projektantów Budownictwa Morskiego) v Gdaňsku. Kamenná věž byla zvýšená cihlovou nástavbou a na ní posazena válcová lucerna. Dne 15. ledna 1962 byl maják uveden do provozu.
V roce 1994 byla provedena generální oprava.
Maják je ve správě Námořního úřadu (Urząd Morski) ve Štětíně. Maják není přístupný veřejnosti.

## Popis
Válcová věž je do výšky 10,20 m kamenná a pak je 2,60 m zděná červenou cihlou. Je ukončená ochozem a válcovou lucernou s černou kuželovou střechou.
Zdroj světla s dosvitem do 16 námořních mil je ve výšce 91,50 m n. m. a tvořila jej elektrická 1000 W žárovka a rezervní plynové osvětlení. Od roku 1994 je v lucerně instalována cylindrická čočka o průměru 500 mm a panel s halogenovými reflektory (šest žárovek s výkonem 75 W každá). V případě poruchy je automaticky rozsvícena druhá náhradní žárovka, při výpadku proudu jsou k dispozici akumulátory. Lucerna má skleněná okna pouze obrácená k moři, z pevniny není světlo vidět. Maják je plně automatizován a jako jediný na pobřeží je bez lidské stálé obsluhy. Na kopuli lucerny jsou instalovány směrové antény telekomunikačních operátorů.

## Data
- výška světelného zdroje je 91,50 m n. m. (s anténami 95 m n. m.)
- záblesk bílého světla v intervalu 10 sekund (5 s záblesk, 5 s pauza)

označení:
- Admirality C2904
- NGA 6502
- ARLHS POL-014

## Turistika
V blízkosti majáku vede červená turistická cesta z obce Wisełka.

## Název
Název je odvozován od německého názvu Kiekturm volně přeloženo jako strážní věž (gucke-dívat se, turm-věž). Popolštěný název byl užíván jak místním obyvatelstvem tak se používá i v odborné literatuře.

## Galerie

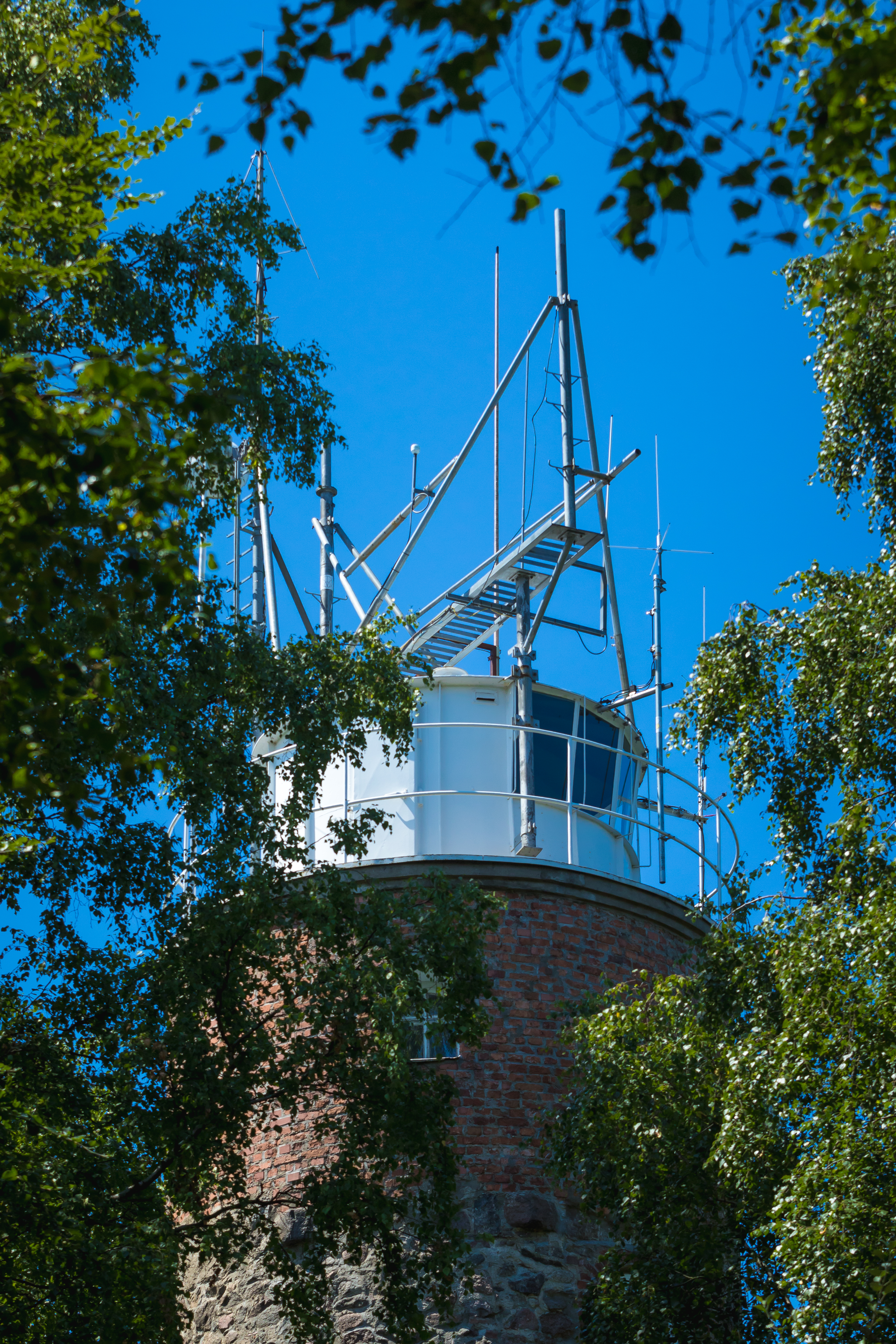
Lucerna
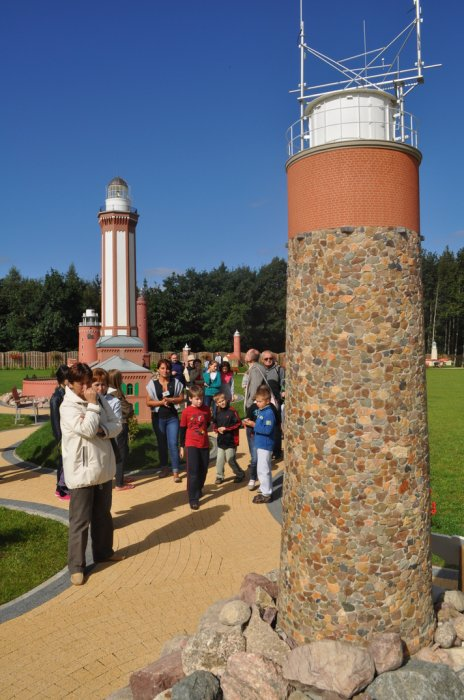
Model majáku v Parku miniatur, Niechorze
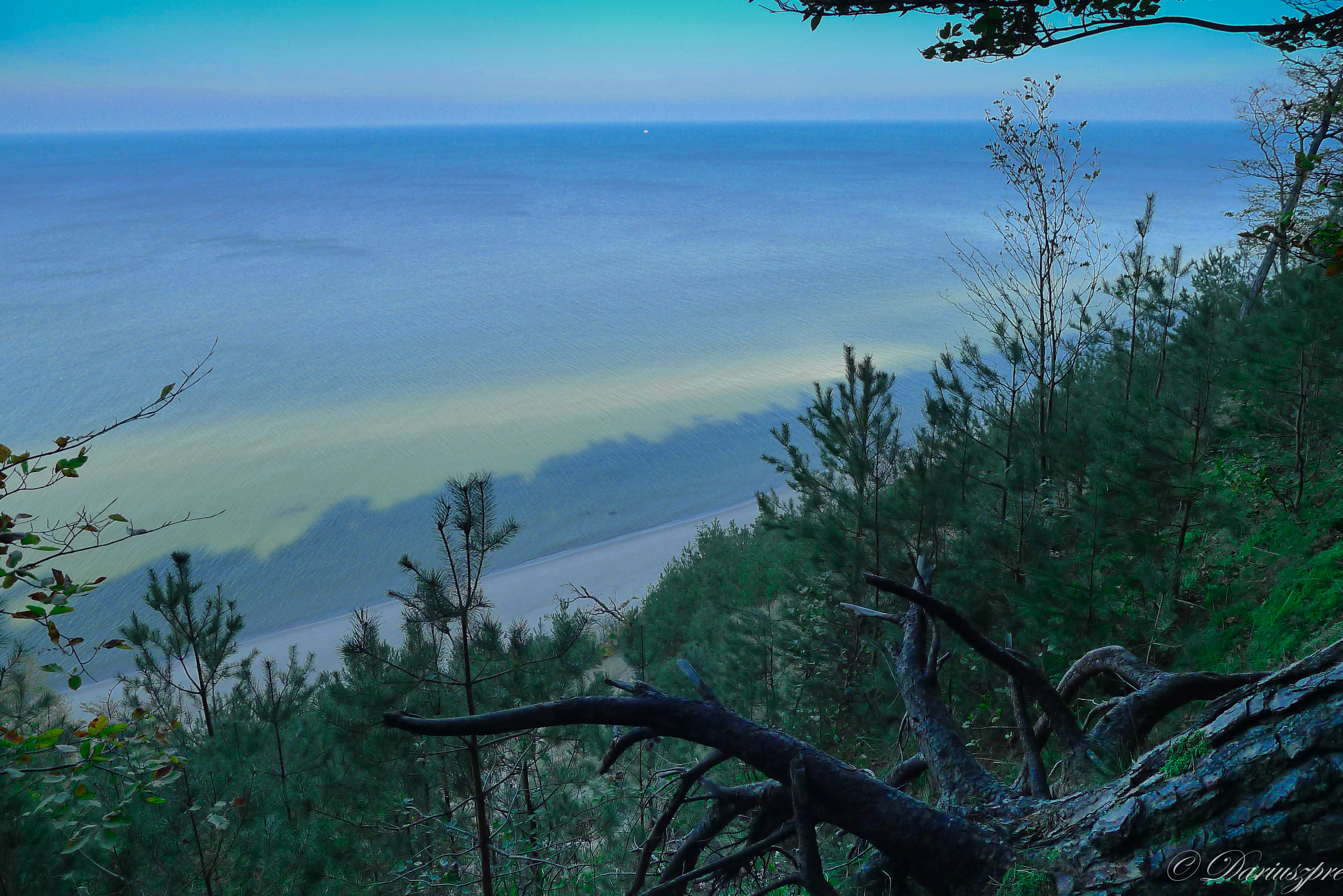
Výhled z kopce Kikut